# دهاتی ساده‌لوح
دهاتی ساده‌لوح (انگلیسی: The Hayseed) یک فیلم کوتاه کمدی به کارگردانی راسکو آرباکل است که در سال ۱۹۱۹ منتشر شد. از بازیگران این فیلم می‌توان به راسکو آرباکل، باستر کیتون، مالی مالون و لوک اشاره کرد.